# Dave Franco
David John Franco (Palo Alto, Califòrnia, 12 de juny de 1985) és un actor de cinema i televisió estatunidenc. Va començar la seva carrera amb petits papers en pel·lícules com Supersortits (2007) i Charlie St. Cloud (2010). Després d'un paper protagonista en la novena temporada de la sèrie de comèdia Scrubs, Franco va actuar com a actor secundari a la pel·lícula de comèdia 21 Jump Street (2012). Ha tingut papers protagonistes en les pel·lícules Fright Night (2011), Ara em veus... (2013) i la seva seqüela Ara em veus 2 (2016), Warm Bodies (2013), Neighbors (2014) i la seva continuació Neighbors 2: Sorority Rising (2016), Nerve (2016), The Little Hours (2017) i The Disaster Artist (2017). És germà del també actor de cinema i director James Franco i està casat amb l'actriu estatunidenca Alison Brie.

## Vida
Franco va néixer a Palo Alto, Califòrnia, fill petit de Betsy, poeta, autora i editora, i Doug Franco (1948-2011). El pare de Franco és descendent de portuguesos i suecs, la seva mare és jueva i descendent d'immigrants russos.
La seva àvia materna, Mitzi Levine Verne, és la propietària de la Galeria d'Art Verne, una prominent galeria d'art a Cleveland. Dave va créixer a Califòrnia amb els seus dos germans, Tom i James Franco.
Dave ha estat sortint des de gener de 2012 amb la també actriu Alison Brie amb la qual està compromès des d'agost de 2015. En el 2017 la parella va contraure matrimoni, tot i no hi ha detalls sobre la ceremonia.

## Carrera
El 2006, Franco va debutar com a actor en la sèrie de la cadena de televisió The CW: 7th Heaven. Des de llavors ha aparegut en sèries de televisió com Do Not Disturb i Young Justice. Franco ha tingut papers notoris en pel·lícules com Charlie St Cloud, Now You See Me, 21 Jump Street i Nerve.
Al maig de 2008, Franco va formar part de l'elenc de la sèrie adolescent Privileged. Va ser estrenat el 9 de setembre de 2008 amb 3,1 milions d'espectadors. Les audiències van baixar setmana rere setmana, amb el sisè episodi tenint 1.837.000 d'espectadors. The CW no va renovar la sèrie per una segona temporada.
L'agost del 2009, Variety va anunciar que Franco havia estat elegit per tenir un paper regular en la novena temporada de la sitcom d'ABC a Scrubs. Franco interpretava a Cole Aaronson, un estudiant de medicina la família del qual va pagar una gran suma de diners a l'hospital Sacred Heart perquè pogués fer prácticas. Al maig de 2010 ABC va anunciar que la sèrie no seria renovada per una dècima temporada.
L'agost del 2011 Franco va protagonitzar la comèdia d'horror en 3D Fright Night. Aquesta pel·lícula és un remake de la pel·lícula homònima de 1985 i tracta sobre un adolescent que descobreix que el seu veí és un vampir. La pel·lícula va rebre crítiques positives i va recaptar 41 milions de dòlars a tot el món.
L'abril del 2012, Shalom life va col·locar a ell i al seu germà, James, en la posició número 2 de la llista de "Els 50 jueus més talentosos, intel·ligents, graciosos i magnífics del món".
Al maig del 2012, Franco va aparèixer en la pel·lícula de comèdia 21 Jump Street al costat de Jonah Hill i Channing Tatum. Interpretava el paper d'Eric, un estudiant d'institut i traficant de drogas. La pel·lícula va rebre lloances dels crítics i va ser un gran èxit a la taquilla. Dave va desmentir els rumors que fa a la planificació d'una seqüela d'aquesta pel·lícula. Encara que més tard es va realitzar, anunciant fins i tot una tercera part.
L'1 de febrer de 2013, va ser estrenada la pel·lícula Warm Bodies, en què Franco interpretava a Perry Kelvin. El 31 de maig de 2013 va estrenar la pel·lícula Now You See Me, en què Franco va aparèixer al costat de Jesse Eisenberg, Mélanie Laurent, Woody Harrelson, Mark Ruffalo, Morgan Freeman i Isla Fisher.
En 2016 va participar en la pel·lícula Now You See Me 2, seqüela de la reeixida Now You See Me. També va actuar a la pel·lícula Nerve, pel·lícula basada en la novel·la de Jeanne Ryan, actuant al costat d'Emma Roberts.